# Concepción Gimeno de Flaquer
Concepción Gimeno de Flaquer   (Alcanyís, 11 de desembre de 1850 - Buenos Aires, 1919) nom de ploma de María de la Concepción Pilar Loreto Laura Rufina Gimeno y Gil va ser una escriptora, editora i feminista espanyola.

## Biografia
En opinió de Manuel Ossorio y Bernard, Gimeno de Flaquer es donà a conéixer en les tertulies literàries de Ayguals de Izco i com a col·laboradora en publicacions com La ilustración de la mujer,(publicació fundada por ella mateixa, el 1872 segons Ossorio Bernard i el 1873 segons Hibbs-Lissorgues. La Mujer, El Correo de la Moda de Madrid o El Ramillete de Barcelona, entre d'altres. De principis de la dècada de 1870 es conserva correspondència seua amb l'actor Manuel Catalina.
Va publicar diverses obres, com la novel·la Victorina ó heroísmo del corazón (1873), La mujer española (1877) —amb una carta-pròleg de Leopoldo Augusto de Cueto—, El doctor alemán (1880), Elina Durval (1878), La mujer juzgada por una mujer ;(1882), Madres de hombres célebres (1884), Suplici d'una coqueta (1885), Evangelios de la mujer, Vidas paralelas, Mujeres de Regina Estirpe o Culpa y ;expiación.
L'agost de 1883 va marxar a residir a Mèxic, amb el seu espòs Francisco de Paula Flaquer, on va fundar la publicació El Álbum de la mujer: Il·lustración Hispano-americana. De tornada a Espanya «readaptaria» a Madrid la revista mexicana sota el títol El Álbum ibero-Americano, de 1890.
Va ser defensora activa dels drets de la dona, havent-se afirmat que «va adoptar un feminisme conservador en l'ideològic i "furiós" en l'expressió, amb bastant arrelament i difusió en l'alta burgesia». Segons la mateixa Gimeno de Flaquer: «El segle xix, segle de les aspiracions generoses, ha preparat el triomf de la causa de la dona; el segle XX coronarà l'obra del seu predecessor».

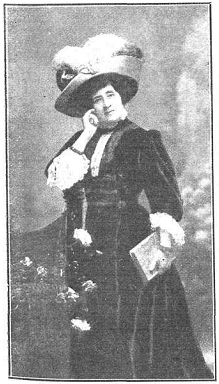
Gimeno de Flaquer, Cares i Caretes, 1910.

## Obres
Obres de Gimeno de Flaquer
- Gimeno de Flaquer, Concepción. Victorina o heroísmo del corazón. (en domini públic).  Madrid: Imprenta de la Asociación del Arte de Imprimir, 1873., Concepción (1873). Gimeno de Flaquer, Concepción. Victorina o heroísmo del corazón. (en domini públic).  Madrid: Imprenta de la Asociación del Arte de Imprimir, 1873.
- (1877). Gimeno de Flaquer, Concepción. La mujer española. (en domini públic).  Madrid: Imprenta y librería de Miguel Guijarro, 1877.
- (1880). Gimeno de Flaquer, Concepción. El doctor alemán. (en domini públic).  Saragossa: Establecimiento tipográfico de Calisto Ariño, 1880.
- (1882). Gimeno de Flaquer, Concepción. La mujer juzgada por una mujer. (en domini públic).  Barcelona: Imprenta de Luis Tasso y Serra, 1882.
- (1895). Gimeno de Flaquer, Concepción. Madres de hombres célebres. (en domini públic).  Madrid: Tipografía de Alfredo Alonso, 1895.
- (1901). Gimeno de Flaquer, Concepción. La mujer intelectual. (en domini públic).  Madrid: Asilo de Huérfanos del Sagrado Corazón de Jesús, 1901.